# William Laud

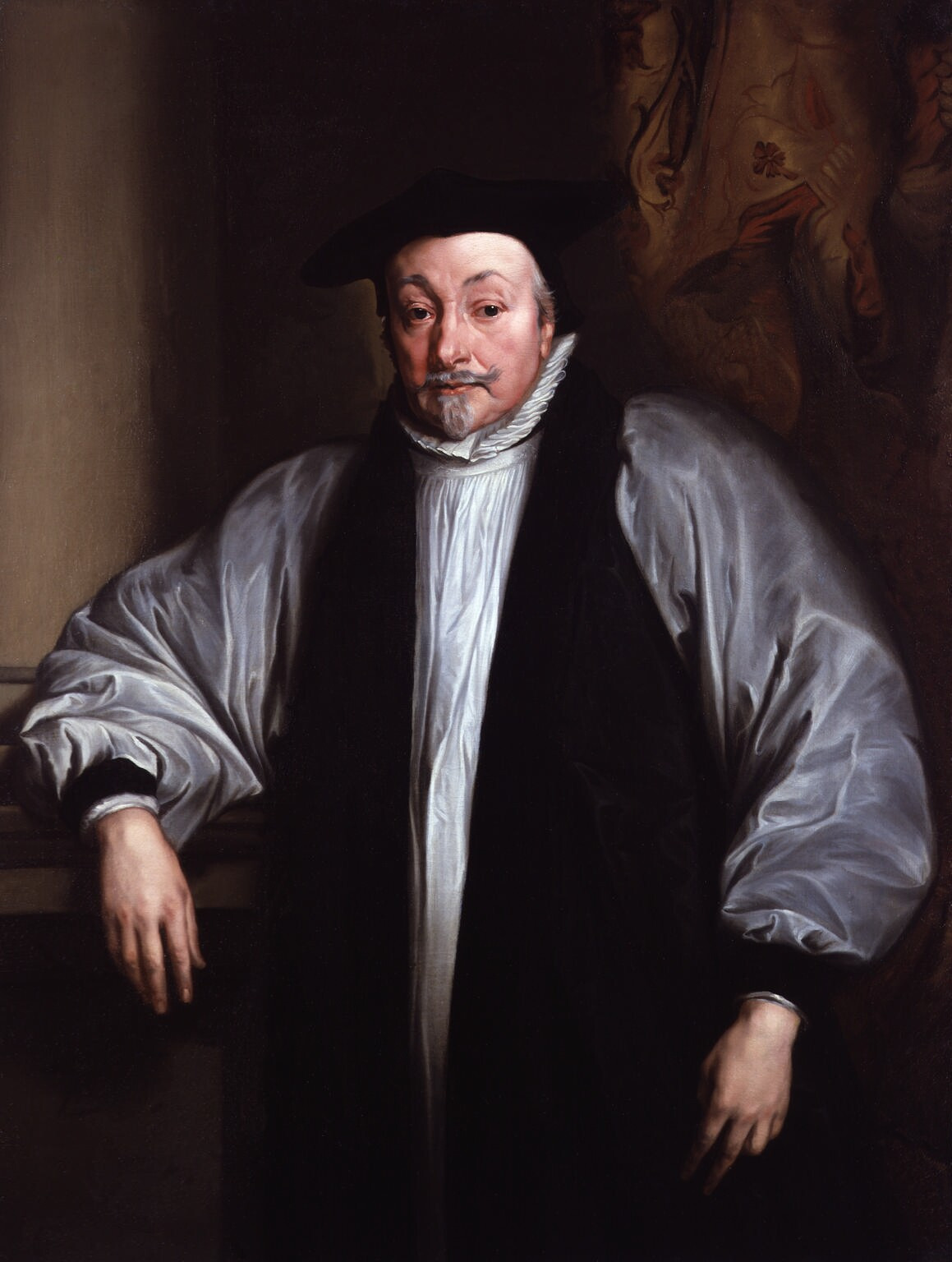
William Laud, Erzbischof von Canterbury

William Laud (* 7. Oktober 1573 in Reading; † 10. Januar 1645 in London) war Erzbischof von Canterbury und einer der Berater des englischen Königs Karl I. im Vorfeld des englischen Bürgerkriegs.
Aus kleinen Verhältnissen stammend, studierte er am St John’s College in Oxford Theologie und wurde am 5. April 1601 zum Priester geweiht. Laud wurde früh zum Gegner der Puritaner in der  Anglikanischen Kirche, die ihm katholische Neigungen vorwarfen.
1628 avancierte Laud zum Bischof von London, und 1633 wurde er Erzbischof von Canterbury und somit Träger des höchsten kirchlichen Amtes der Anglikanischen Kirche, sicherlich auch infolge der Förderung, die Laud durch den ersten Minister des Königs, George Villiers, 1. Duke of Buckingham, erhielt.
In dem zu dieser Zeit immer heftiger werdenden Streit zwischen König Karl I. und dem englischen Parlament war Laud ein eifriger Anhänger der Politik des Königs und des in diesen Jahren immer mächtiger werdenden Thomas Wentworth, des späteren Earl of Strafford.
In kirchlichen Angelegenheiten verschärften sich die Konflikte zwischen Laud und den  schottischen Presbyterianern. Der Bischof von London wollte die presbyterianische Kirchenverfassung in Schottland abschaffen und die anglikanische Kirche dort einsetzen. Die Schotten protestierten und erhoben sich. Laud befürwortete den Einsatz militärischer Gewalt gegen Schottland.
Schottische Truppen marschierten in England ein, die sogenannten Bischofskriege hatten begonnen.
Im Jahre 1640 wurde er durch das Lange Parlament gefangengesetzt. Nachdem es Karl I. nicht gelungen war, die Freilassung des Erzbischofs zu erwirken, wurde Laud 1645 durch das Parlament verurteilt (Bill of Attainder) und schließlich enthauptet.